# Minnie Tracey
Minnie Tracey   (Albany, c. 1872 - Cincinnati, 29 de gener de 1929) fou una cantant nord-americana.
Filla del coronel John Tracey i de Catherine Vernam, va rebre les seves primeres lliçons de Max Maretzek a la ciutat de Nova York i després de Marie Sass a París .
Era originalment cantant d'òpera. Va debutar en el Faust de Charles Gounod. El 1892 va cantar el Lohengrin a L'Havre. El 27 de novembre de 1897, va cantar el paper de Rosa Mammai en l'estrena de L'arlesiana de Francesco Cilea amb Enrico Caruso. El 1900 va cantar el paper dAïda en l'òpera de Verdi. El 1904 es trobava al Covent Garden. El 1905 va cantar "Höstkväll" de Jean Sibelius a París en una versió d'orquestra dirigida per Alfred Cortot. El 1909 va cantar a Ginebra a Tristan und Isolde de Richard Wagner. També va cantar en teatres d'òpera a Anvers, Gant, Estocolm (des de 1901), Copenhaguen, Marsella, Milà, El Caire i Nova York (Metropolitan Opera House).
Es coneix una actuació d'ella a De Vereeniging a Nimega el 22 de novembre de 1905 amb la violinista Annie de Jong.
Va rebre crítiques adverses durant la seva carrera ja que les seves habilitats de cant o el seu dictat no sempre eren apreciats, com per exemple durant les actuacions als Estats Units i Anglaterra. Le Figaro, en canvi, va escriure sobre un concert a París que tenia una veu impressionant. La relació de Sibelius amb Tracey tampoc no sempre va ser consistent. Quan volia programar una vetllada amb les seves cançons a París, cada cop li trobava una enemiga, segons va informar a la seva dona Aino. Per tant, és estrany que Sibelius el 1913 anés de gira amb Tracey.
Minnie Tracey també ser professora de cant i va tenir alumnes com la contralt Emma Noe o la soprano Minette Salman. Emile Sjögren va dedicar-li a la cançó de "Kärlekssånger".

## Actuacions destacades
- 2 d'octubre de 1903: Proms amb obra de Wagner
- 6 d'octubre de 1903: Proms amb obra de Charles Gounod